# Ludwig Paul (Sprachwissenschaftler)

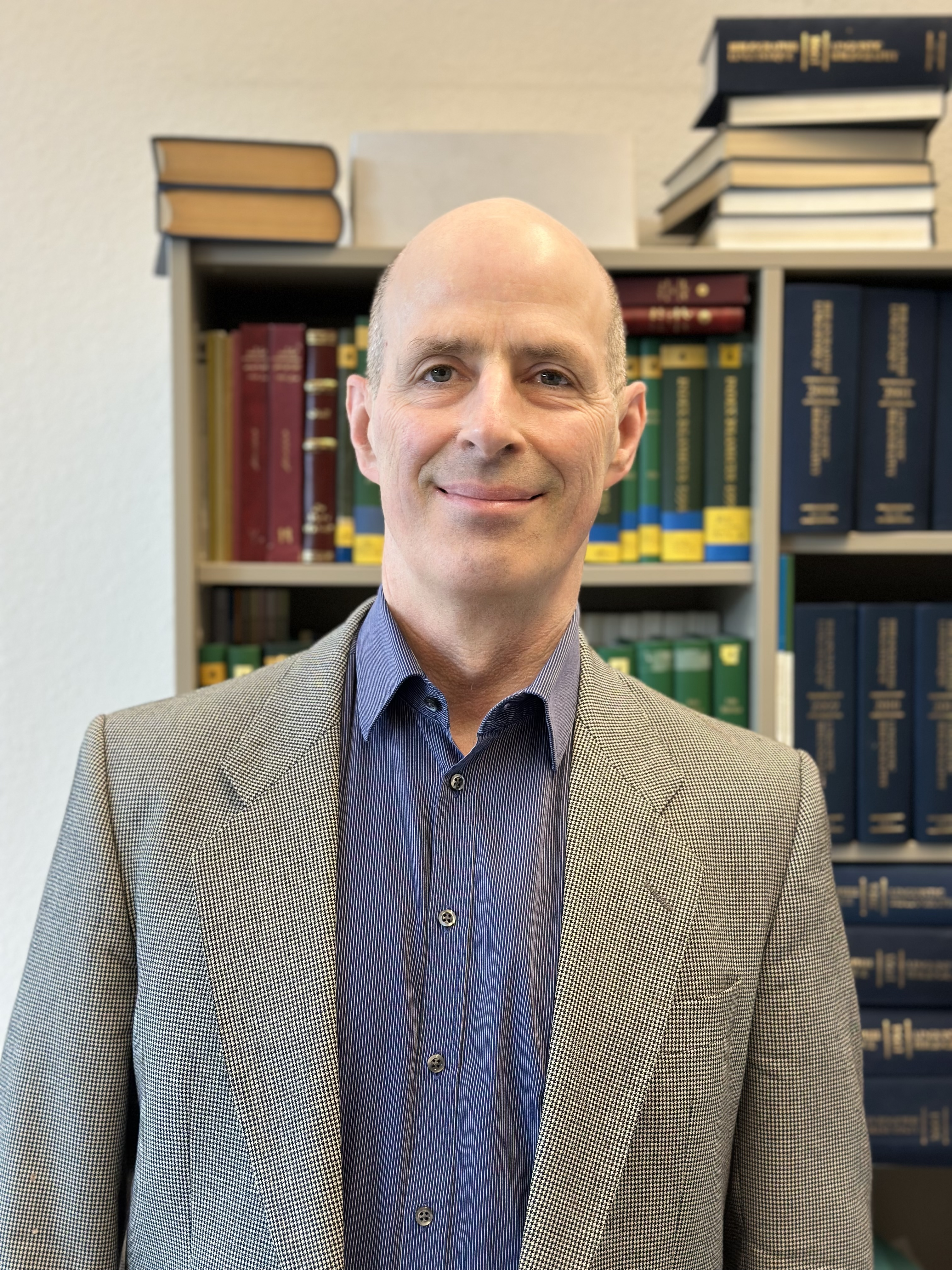
Ludwig Paul (2025)

Ludwig Paul (* 1963 in München) ist ein deutscher Iranist.

## Leben
Von 1985 bis 1995 studierte er Iranistik, Sprachwissenschaft und Islamwissenschaft an der Rheinische Friedrich-Wilhelms-Universität Bonn, der Georg-August-Universität Göttingen sowie an den Universitäten in Peschawar und Teheran (1995–1996 Forschungsaufenthalt am Van Leer Institute). Nach der Promotion 1996 in Iranistik an der Universität Göttingen war er von 1996 bis 2003 wissenschaftlicher Assistent am Seminar für Iranistik der Universität Göttingen. Nach der Habilitation 2002 (Lehrberechtigung für das Fach Iranistik) vertrat er 2003 eine Professur für Iranistik an der Universität Hamburg und wurde 2004 zum Universitätsprofessor für Iranistik ebenda ernannt. 2022 wurde Paul in die Akademie der Wissenschaften und der Literatur gewählt.
Seine Forschungsschwerpunkte sind einerseits die iranische Sprachwissenschaft, insbesondere die Geschichte des Persischen und westiranische Dialektologie, andererseits die moderne Geschichte und Landeskunde Irans.

## Schriften (Auswahl)
- Kurdisch. Wort für Wort. Rump, Bielefeld 1994, ISBN 3-89416-285-6 (7., neu bearbeitete Auflage, ebenda 2016, ISBN 978-3-8317-6436-5).
- Zazaki. Grammatik und Versuch einer Dialektologie (= Beiträge zur Iranistik. Band 18). Reichert, Wiesbaden 1998, ISBN 3-89500-098-1.
- mit Hartmut Niemann: Iran. Handbuch für individuelles Entdecken. Rump, Bielefeld 2005, ISBN 3-8317-1210-7 (5., neu bearbeitete und komplett aktualisierte Auflage, ebenda 2017, ISBN 978-3-8317-2948-7).
- A grammar of Early Judaeo-Persian. Reichert, Wiesbaden 2013, ISBN 978-3-89500-969-3.
- An analytical bibliography of New Iranian languages and dialects. Based on Persian publications since ca. 1980. Reichert, Wiesbaden 2022, ISBN 978-3-7520-0608-7.